# فیشرباخ
فیشرباخ (به آلمانی: Fischerbach) یک شهر در آلمان است که در ارتناوکرایس واقع شده‌است. فیشرباخ ۱٬۶۹۲ نفر جمعیت دارد.